# Birgit Brüel
Birgit Brüel (Kopenhagen, 6 oktober 1927 - Gentofte, 23 februari 1996) was een Deens zangeres en actrice.

## Biografie
Birgit Thielemann startte haar carrière in 1950 als zangeres in het Max Brüel Quartet. Een jaar later trouwde ze met Max Brüel, waarna ze diens familienaam overnam. Een jaar later beviel ze van een tweeling. Ze had reeds een dochter uit een vorig huwelijk dat eindigde in 1949. In 1965 werd ze door Danmarks Radio intern aangeduid om Denemarken te vertegenwoordigen op het Eurovisiesongfestival 1965 in het Italiaanse Napels. Het was de eerste en enige keer dat de Deense openbare omroep een act intern koos in plaats van via Dansk Melodi Grand Prix. Met het nummer For dyn skyld eindigde Brüel op de zevende plaats.
Birgit Brüel stierf onverwachts op 23 februari 1996 op 68-jarige leeftijd.
1957: Birthe Wilke & Gustav Winckler · 
1958: Raquel Rastenni · 
1959: Birthe Wilke · 
1960: Katy Bødtger · 
1961: Dario Campeotto · 
1962: Ellen Winther · 
1963: Grethe & Jørgen Ingmann · 
1964: Bjørn Tidmand · 
1965: Birgit Brüel · 
1966: Ulla Pia · 
1978: Mabel · 
1979: Tommy Seebach · 
1980: Bamses Venner · 
1981: Tommy Seebach & Debbie Cameron · 
1982: Brixx · 
1983: Gry Johansen · 
1984: Hot Eyes · 
1985: Hot Eyes · 
1986: Trax · 
1987: Anne Cathrine Herdorf & Bandjo · 
1988: Hot Eyes · 
1989: Birthe Kjær · 
1990: Lonnie Devantier · 
1991: Anders Frandsen · 
1992: Lotte Nilsson & Kenny Lübcke · 
1993: Tommy Seebach Band · 
1995: Aud Wilken · 
1997: Kølig Kaj · 
1999: Michael Teschl & Trine Jepsen · 
2000: Olsen Brothers · 
2001: Rollo & King · 
2002: Malene · 
2004: Tomas Thordarson · 
2005: Jakob Sveistrup · 
2006: Sidsel Ben Semmane · 
2007: DQ · 
2008: Simon Mathew · 
2009: Niels Brinck · 
2010: Chanée & N'evergreen · 
2011: A Friend in London · 
2012: Soluna Samay · 
2013: Emmelie de Forest · 
2014: Basim · 
2015: Anti Social Media · 
2016: Lighthouse X · 
2017: Anja Nissen · 
2018: Rasmussen · 
2019: Leonora · 
2021: Fyr & Flamme · 
2022: REDDI · 
2023: Reiley · 
2024: Saba · 
2025: Sissal
- Biblioteca Nacional de España: XX6564577
- International Standard Name Identifier: 0000 0004 9268 0874
- MusicBrainz: 91506412-597f-4ce4-89e4-1a858c27cf27
- Virtual International Authority File: 27149105996668490221